# Pristimantis yanezi
Pristimantis yanezi és una espècie de craugastòrid, que es troba al Parc Nacional Llanganates, Equador.